# 제러미 하워드
제러미 하워드(Jeremy Howard, 1981년 6월 12일 ~ )는 미국의 배우이다.

## 출연 작품
- 아메리칸 하우스와이프 (2016)
- 닌자터틀 : 어둠의 히어로 (2016)
- 닌자터틀 (2014)
- 더 프리티 원 (2013)
- 브레이킹 배드 시즌4 (2011)
- 강아지 호텔 (2009)
- 제인 도: 아이 오브 더 비홀더 (2008)
- 시드니 화이트 (2007)
- 억셉티드 (2006)
- 못말리는 섹스 아카데미 2 (2006)
- 레이디 인 더 워터 (2006)
- 위너 파크 (2005)
- 사커 독 2 - 유럽컵 (2004)
- 헌티드 맨션 (2003)
- 맨 인 블랙 2 (2002)
- 그린치 (2000)
- 갤럭시 퀘스트 (1999)
- 굿바이 마이 프랜드 (1995)
- 천인의 영웅 (1992)